# 17e brigade d'artillerie lourde de la Garde
Pour les articles homonymes, voir 17e brigade.
La 17e brigade d'artillerie lourde de la Garde (en russe : 17-я гвардейская артиллерийская бригада большой мощности, abrégé 17 абр БМ ; traduisible aussi par 17e brigade d'artillerie de haute puissance de la Garde), numéro d'unité militaire ?, est une unité d'artillerie des forces terrestres russes.

## Historique
La 17e brigade est créée le 23 août 2022. Elle comprend les bataillons d'artillerie « Ladoga » et « Nevski » composés de volontaires de l'oblast de Léningrad.
À l'automne 2023, la brigade opère sur la ligne de front de Soledar-Bakhmout.
Le 4 mars 2024, par décret du Président de la fédération de Russie, la brigade reçoit le titre honorifique « de la Garde ».
Au printemps 2024, elle est engagée dans la bataille de Tchassiv Iar.